# Le Loup blanc (film d'animation)
Pour les articles homonymes, voir Loup blanc.
Le Loup blanc (走れ!白いオオカミ, Hashire! Shiroi Ōkami) est un film d'animation japonais sorti en 1990. Il a reçu le prix Mainichi du meilleur film d'animation.

## Synopsis
Lasset (Russ en VO) est un adolescent américain qui a grandi avec un loup nommé Grey. Néanmoins, le voisinage s'inquiète de la présence du loup, et les choses se gâtent quand Grey tue le chien du shérif. Lasset décide de sauver Grey en l'emmenant dans un parc naturel situé à plusieurs centaines de miles de là. S'ensuit un long périple durant lequel Lasset doit prendre soin du loup tout en surveillant ses instincts naturels.

## Création
Le film est basé sur une nouvelle de Mel Ellis intitulée Flight Of The White Wolf, qui avait déjà été adaptée par Walt Disney Television en deux téléfilms en 1976 pour The Wonderful World of Disney. 
Les musiques sont issues de l'œuvre Sérénade pour cordes d'Antonín Dvořák.
Le film sort au Japon le 28 avril 1990. Il paraît également aux États-Unis, ainsi qu'en France au format VHS en 1992.

## Fiche technique
Équipe de réalisation,
- Réalisateur : Tsuneo Maeda
- Scénariste : Wataru Kenmochi
- Musique : Antonín Dvořák
- Directeur artistique : Satoshi Matsuoka
- Directeur de l'animation : Marisuke Eguchi
- Directeur du son : Atsumi Tashiro
- Directeur de la photographie : Juro Sugimura

## Distinction
- 1990 : Prix Mainichi du meilleur film d'animation[5]